# Tahli Gill
Tahli Gill (Sídney, 8 de septiembre de 1999) es una deportista australiana que compite en curling. Ganó una medalla de bronce en el Campeonato Mundial de Curling Mixto Doble de 2025.

## Palmarés internacional
| Campeonato Mundial Mixto | Campeonato Mundial Mixto | Campeonato Mundial Mixto | Campeonato Mundial Mixto |
| Año                      | Lugar                    | Medalla                  | Prueba                   |
| ------------------------ | ------------------------ | ------------------------ | ------------------------ |
| 2025                     | Fredericton (Canadá)     | Medalla de bronce        | Mixto doble              |